# Chomicznik
Chomicznik (Phodopus) – rodzaj ssaków z podrodziny chomików (Cricetinae) w obrębie rodziny chomikowatych (Cricetidae).

## Zasięg występowania
Rodzaj obejmuje gatunki występujące w Azji.

## Morfologia
Długość ciała (bez ogona) 70–103 mm, długość ogona 5–15 mm, długość ucha 8–16 mm, długość tylnej stopy 10–15 mm; masa ciała 19–28 g.

## Systematyka
Rodzaj zdefiniował w 1910 roku amerykański zoolog i botanik Gerrit Smith Miller w artykule poświęconym dwóm nowym rodzajom gryzoni, opublikowanym w czasopiśmie Smithsonian Miscellaneous Collections. Gatunkiem typowym jest (oryginalne oznaczenie) chomicznik malutki (P. roborovskii)

### Etymologia
- Phodopus: gr. φως phos, φωδος phodos ‘bąbel, pęcherz’[8]; πους pous, ποδος podos ‘stopa’[9].
- Cricetiscus: rodzaj Critecus Leske, 1779 (chomik); łac. przyrostek zdrabniający -iscus[10]. Gatunek typowy (oryginalne oznaczenie): Cricetulus campbelli O. Thomas, 1905.

### Podział systematyczny
Do rodzaju należą następujące gatunki:
| Grafika | Gatunek              | Autor i rok opisu | Nazwa zwyczajowa       | Podgatunki         | Rozmieszczenie geograficzne | Podstawowe wymiary                         | Status IUCN |
| ------- | -------------------- | ----------------- | ---------------------- | ------------------ | --- | ------------------------------------------ | ----------- |
|         | Phodopus roborovskii | (Satunin, 1903)   | chomicznik malutki     | 3 podgatunki       | północno-wschodni Kazachstan, Rosja (południowa Tuwa), północno-zachodnia i południowa Mongolia i Chińska Republika Ludowa (na wschód do północno-zachodniego Jilin i północnego Liaoningu) | DC: 7,7–7,9 cm DO: 0,9–1,1 cm MC: 19–20 g  | LC          |
|         | Phodopus campbelli   | (O. Thomas, 1905) | chomicznik zabajkalski | 2 podgatunki       | Rosja (południowo-wschodnia Syberia), Mongolia i Chińska Republika Ludowa (zachodnia Ningxia, Mongolia Wewnętrzna i północne Hebei)                                                         | DC: 7,9–10,3 cm DO: 0,7–1,4 cm MC: 23–28 g | LC          |
|         | Phodopus sungorus    | (Pallas, 1773)    | chomicznik dżungarski  | gatunek monotypowy | północny, środkowy i wschodni Kazachstan oraz Rosja (południowo-zachodnia Syberia, odizolowana populacja w południowo-środkowej Syberii)                                                    | DC: 7–9 cm DO: 0,5–1,5 cm MC: 22–25 g      | LC          |

Kategorie IUCN:  LC  – gatunek najmniejszej troski.
Opisano również gatunek wymarły z pliocenu z Kazachstanu:
- Phodopus minutus Tyutkova, 1992